# Nexus Magazin
Das Nexus Magazin (Eigenschreibweise: NEXUS Magazin) begann 1986 in Australien als grün-alternative Zeitschrift, die sich zunächst mit Themen wie New Age, Gesundheit und Dritte Welt beschäftigte. Mit der Übernahme 1990 änderte sich das Themenspektrum hin zu Berichten über Verschwörungstheorien und parawissenschaftlichen Ansichten.
Das Magazin erscheint in den Sprachen Englisch, Deutsch, Französisch, Italienisch, Griechisch, Polnisch, Kroatisch, Rumänisch, Russisch und Japanisch.

## Geschichte
Die Zeitschrift wurde 1990 von Duncan M. Roads übernommen und existiert seit 2005 im deutschsprachigen Raum, wo sie vom Mosquito Verlag herausgegeben wird. Der deutsche Herausgeber und Chefredakteur Thomas Kirschner ist 2018 verstorben. Hinsichtlich der Übernahme erklärte Roads:

"I changed the content of Nexus by dropping women's issues, new age stuff and human rights because at the time there were more than enough other mags focussing on these areas, and added in what I liked - conspiracies, the unexplained, I kept alternative health and I beefed up what I call mad science"

„Ich änderte den Inhalt von Nexus, indem ich Frauenthemen, New-Age-Kram und Menschenrechte fallen ließ, weil es zu dieser Zeit mehr als genug andere Magazine gab, die sich auf diese Bereiche konzentrierten, und fügte hinzu, was mir gefiel - Verschwörungen, das Unerklärliche, ich behielt alternative Gesundheit und verstärkte das, was ich verrückte Wissenschaft nenne.“

## Selbstverständnis
Im deutschen Impressum bezeichnet sich das Magazin als ein „Medium am Rande des Mainstreams“, das „keine Verbindungen zu irgendeiner religiösen, philosophischen oder politischen Ideologie oder Organisation“ habe.

## Inhalte
Das Heft gilt als kontrovers, da es sich wissenschaftlich nicht anerkannten Standpunkten und Themen widmet, darunter Alternativmedizin, UFOs, Forteana und Verschwörungstheorien wie die Mondlandungslüge.
Jede Ausgabe ist ca. 80 Seiten stark und enthält zwischen 5 und 7 Artikel, die sich auf jeweils 7 bis 12 Seiten erstrecken. Das Magazin ist textlastig und enthält zu jedem Artikel ausführliche Endnoten und Quellenangaben. Neben den Artikeln gibt es Sektionen für Nachrichten, Leserbriefe und Reviews.

## Kritik
Verbindungen von Nexus zu rechtsextremen Kreisen in Australien traten durch Artikel über die US-Milizen zutage. Duncan M. Roads besuchte 1989 Muammar al-Gaddafi in Libyen und ist eng mit dem Rechtsextremisten und zum Islam übergetretenen Robert Pash befreundet, der versuchte eine Verbindung zwischen der extremen Rechten und Linken in Australien herzustellen.
Der britische Vertreter von Nexus leugnet die Gaskammern von Auschwitz, ist Anhänger der  Protokolle der Weisen von Zion und Verehrer von David Icke.